# Marvin T. Runyon
Marvin Travis Runyon (* 16. September 1924 in Fort Worth, Texas; † 3. Mai 2004 in Nashville, Tennessee) war ein US-amerikanischer Manager und Politiker.

## Biografie
Nach dem Schulbesuch begann er 1943 eine Tätigkeit bei Ford, die jedoch kurz darauf wegen seines Militärdienstes bei der US Army von 1943 bis 1945 unterbrochen wurde. Danach kehrte er zu Ford zurück und studierte daneben an der Texas A&M University. Nach seiner Graduierung wurde er Manager bei Ford und war in den folgenden Jahren in den Werken in Atlanta und Lorain (Ohio) tätig. 1969 wurde er dann Führungskraft in der Konzernzentrale und dann 1972 dort Generaldirektor einer Abteilung. Zwischen 1973 und 1977 war er Vizepräsident von Ford mit dem Verantwortungsbereich Antriebsstränge und Motoren und danach bis Ende 1980 Vizepräsident für Fahrzeugmontage.
1981 erfolgte dann seine Ernennung zum Chief Executive Officer (CEO) von Nissan Nordamerika. Als solcher war er auch zuständig für den Aufbau des Montage- und Motorenwerks in Smyrna, das zu den produktivsten Werken in der Automobilindustrie zählt. 1986 wurde ihm der Distinguished Service Citation Award der Automotive Hall of Fame verliehen. 1988 folgte ihm Jerry Benefield, der zuvor ebenfalls bei FORD Manager war, als CEO von Nissan Nordamerika.
1988 ernannte US-Präsident Ronald Reagan Runyon zum Vorsitzenden der Tennessee Valley Authority (TVA), einer unabhängigen Regierungsorganisation zur Verwaltung von Wasserkraft- und Flussregulierungsanlagen am Tennessee River. Während seiner bis 1992 dauernden Amtszeit erhielt er den Spitznamen „Carvin' Marvin“ (Schnitzer-Marvin), da er die Personalkosten um ein Drittel kürzte.
Zwischen 1992 und 1998 war er als Nachfolger von Anthony M. Frank United States Postmaster General. In dieser Funktion kürzte er im United States Postal Service (USPS) Hunderte von Stellen im Management, reorganisierte den operativen Bereich und baute den Gewinn zum Ende seiner Amtszeit auf mehr als eine Milliarde Dollar aus. Darüber hinaus sorgte er im Bereich des Kundenservice für eine relative Preisstabilität, indem während seiner Amtszeit nur einmal die Gebühr für reguläre Briefe von 29 auf 32 US-Cent angehoben wurden. 1998 folgte ihm William J. Henderson als Postmaster General.